# Robe di Kappa
Robe di Kappa è un marchio dell'azienda torinese BasicNet, già proprietaria di Kappa, K-Way, Superga, AnziBesson, Lanzera e Jesus Jeans. È  un marchio di moda noto per la produzione di abbigliamento casual.

## Storia
Il marchio nasce a Torino nel 1968 grazie all'intuizione di Maurizio Vitale, giovane amministratore delegato del Maglificio Calzificio Torinese (MCT), azienda tessile di famiglia fondata dal nonno Abramo nel 1916. Durante una trasmissione televisiva, Vitale vede John Lennon indossare la camicia militare di un caduto in Vietnam e comprende come i movimenti giovanili della fine degli anni 60 stiano per rivoluzionare anche il modo di vestire. Decide, perciò, di far tingere di verde le magliette Kappa (marchio, all'epoca, dedito più che altro alla biancheria intima) stoccate nei magazzini dell'azienda e rimaste invendute: le arricchisce con stemmi e simboli militari e conquista così il nascente mercato dell'abbigliamento informale.
Il nome nasce poco dopo, durante una riunione tra Vitale e l'allora presidente di MCT, Lattes. Quest'ultimo, osservando le vecchie magliette Kappa rivisitate in chiave sessantottina, domanda a Vitale: «E come le chiamiamo queste robe qui?». E Vitale risponde: «Robe? Allora chiamiamole Robe di Kappa, dottore».
Robe di Kappa presenta un logo ritraente due giovani seduti con le gambe raccolte, disposti schiena contro schiena, nato casualmente durante una pausa di un set fotografico dei costumi da bagno Beatrix, quando due modelli vennero fotografati seduti, controluce, in questo modo.